# You Raise Me Up
"You Raise Me Up" là một bài hát do bộ đôi ban nhạc Secret Garden sáng tác, với phần nhạc của Rolf Løvland còn phần lời của Brendan Graham. Khi được biểu diễn vào đầu năm 2002 bởi Secret Garden và ca sĩ khách mời Brian Kennedy, ca khúc không có mấy tiếng vang. Tuy nhiên sau đó bài hát đã được trên một trăm nghệ sĩ thu âm trong đó có Josh Groban, người đã góp phần phổ biến ca khúc vào năm 2003; bản thu của anh trở thành hit ở Hoa Kỳ. Ban nhạc người Ireland Westlife đã giúp phổ biến ca khúc này tại Vương quốc Anh hai năm sau đó. "You Raise Me Up" thường được biểu diễn dưới dạng một bài thánh ca ở các địa điểm thờ tự đạo Cơ Đốc.

## Phiên bản của Westlife
"You Raise Me Up" được phát hành như đĩa đơn đầu tiên từ album phòng thu thứ sáu của Westlife Face to Face.

### Danh sách track
UK CD1
1. "You Raise Me Up" – 4:00
2. "World of Our Own" (Phiên bản acoustic) – 3:30

UK CD2
1. "You Raise Me Up" – 4:00
2. "Flying Without Wings" (Phiên bản acoustic) – 3:30
3. "My Love" (Phiên bản acoustic) – 3:48

### Bảng xếp hạng
| Bảng xếp hạng (2005)                           | Vị trí cao nhất |
| ---------------------------------------------- | --------------- |
| Australian Singles Chart                       | 3               |
| Austrian Singles Chart                         | 46              |
| Bỉ (Ultratop 50 Flanders)                      | 3               |
| Danish Airplay Chart                           | 47              |
| Dutch Singles Chart                            | 47              |
| Euro Digital Tracks (Billboard)                | 3               |
| Europe Singles Chart (Eurochart Hot 100)       | 4               |
| Europe Digital Tracks (Eurochart Hot 100)      | 14              |
| German Singles Chart                           | 11              |
| Greece (IFPI)                                  | 38              |
| Irish Singles Chart                            | 1               |
| Norwegian Singles Chart                        | 3               |
| Romania                                        | 45              |
| Nga Airplay (Tophit)                           | 226             |
| Scottish Singles Chart                         | 1               |
| South Korea                                    | 102             |
| South Korea (Gaon International Karaoke Chart) | 10              |
| South Korea (Gaon Weekly BGM Chart)            | 8               |
| South Korea (Gaon Weekly Mobile (Bell) Chart)  | 94              |
| Swedish Singles Chart                          | 7               |
| Swiss Singles Chart                            | 18              |
| UK Singles Chart                               | 1               |
| Anh Quốc Download (OCC)                        | 5               |
| World Singles Chart                            | 10              |
| World Airplay Chart                            | 15              |

| Bảng xếp hạng (2007)                 | Vị trí cao nhất |
| ------------------------------------ | --------------- |
| UK Singles (Official Charts Company) | 96              |

#### Bảng xếp hạng theo tháng
| Bảng xếp hạng (2015)                           | Vị trí cao nhất |
| ---------------------------------------------- | --------------- |
| South Korea (Gaon Monthly BGM Chart)           | 18              |
| South Korea (Gaon Monthly Mobile (Bell) Chart) | 25              |
| South Korea (Gaon Monthly Mobile (Ring) Chart) | 44              |

#### Bảng xếp hạng cuối năm
| Bảng xếp hạng (2005)                      | Vị trí |
| ----------------------------------------- | ------ |
| Irish Singles Chart                       | 1      |
| UK Singles Chart                          | 9      |
| Bảng xếp hạng (2006)                      | Vị trí |
| Australian Singles Chart                  | 14     |
| Bảng xếp hạng (2010, 2015)                | Vị trí |
| South Korean International Download Chart | 96     |
| South Korean BGM Chart                    | 35     |